# Esqui alpino nos Jogos Olímpicos de Inverno de 2018 - Downhill feminino
O downhill feminino do esqui alpino nos Jogos Olímpicos de Inverno de 2018 foi disputado em 21 de fevereiro no Centro Alpino Jeongseon, localizado em Bukpyeong-myeon, Jeongseon.

## Medalhistas
| Ouro   | ITA Sofia Goggia       |
| Prata  | NOR Ragnhild Mowinckel |
| Bronze | USA Lindsey Vonn       |

## Resultados
| Pos. | Bib | Atleta                      | Tempo   | Diferença |
| ---- | --- | --------------------------- | ------- | --------- |
| 01 ! | 5   | ITA Sofia Goggia            | 1:39.22 | —         |
| 02 ! | 19  | NOR Ragnhild Mowinckel      | 1:39.31 | +0.09     |
| 03 ! | 7   | USA Lindsey Vonn            | 1:39.69 | +0.47     |
| 4    | 3   | LIE Tina Weirather          | 1:39.85 | +0.63     |
| 5    | 14  | USA Alice McKennis          | 1:40.24 | +1.02     |
| 6    | 2   | SUI Corinne Suter           | 1:40.29 | +1.07     |
| 7    | 8   | USA Breezy Johnson          | 1:40.34 | +1.12     |
| 8    | 13  | SUI Michelle Gisin          | 1:40.55 | +1.33     |
| 9    | 15  | GER Viktoria Rebensburg     | 1:40.64 | +1.42     |
| 10   | 12  | AUT Ramona Siebenhofer      | 1:40.98 | +1.76     |
| 11   | 6   | GER Kira Weidle             | 1:41.01 | +1.79     |
| 12   | 17  | AUT Nicole Schmidhofer      | 1:41.02 | +1.80     |
| 13   | 4   | FRA Tiffany Gauthier        | 1:41.04 | +1.82     |
| 13   | 1   | AUT Cornelia Hütter         | 1:41.04 | +1.82     |
| 15   | 10  | USA Laurenne Ross           | 1:41.10 | +1.88     |
| 16   | 23  | FRA Jennifer Piot           | 1:41.17 | +1.95     |
| 17   | 30  | SWE Lisa Hörnblad           | 1:41.63 | +2.41     |
| 18   | 29  | FRA Romane Miradoli         | 1:41.64 | +2.42     |
| 19   | 24  | SLO Maruša Ferk             | 1:42.00 | +2.78     |
| 20   | 26  | AUS Greta Small             | 1:42.07 | +2.85     |
| 21   | 22  | CAN Valérie Grenier         | 1:42.13 | +2.91     |
| 22   | 25  | FRA Laura Gauché            | 1:42.29 | +3.07     |
| 23   | 27  | CAN Roni Remme              | 1:42.80 | +3.58     |
| 24   | 34  | POL Maryna Gąsienica-Daniel | 1:43.30 | +4.08     |
| 25   | 35  | CHI Noelle Barahona         | 1:44.24 | +5.02     |
| 26   | 32  | CZE Kateřina Pauláthová     | 1:44.69 | +5.47     |
| 27   | 28  | MON Alexandra Coletti       | 1:45.04 | +5.82     |
| 28   | 36  | ROU Ania Monica Caill       | 1:45.06 | +5.84     |
| 29   | 37  | SVK Barbara Kantorová       | 1:45.99 | +6.77     |
| 30   | 38  | BEL Kim Vanreusel           | 1:46.51 | +7.29     |
| 31   | 39  | BIH Elvedina Muzaferija     | 1:46.80 | +7.58     |
| —    | 9   | SUI Lara Gut                | DNF     | —         |
| —    | 11  | AUT Stephanie Venier        | DNF     | —         |
| —    | 16  | ITA Nadia Fanchini          | DNF     | —         |
| —    | 18  | ITA Federica Brignone       | DNF     | —         |
| —    | 20  | SUI Jasmine Flury           | DNF     | —         |
| —    | 21  | ITA Nicol Delago            | DNF     | —         |
| —    | 31  | SVK Petra Vlhová            | DNF     | —         |
| —    | 33  | CAN Candace Crawford        | DNF     | —         |

Legenda
| Recorde mundial      | Recorde mundial (World record)               |                       | Recorde africano                      | Recorde africano (African) |                                           | Q | Classificado por posição (Qualified) |
| Recorde olímpico     | Recorde olímpico (Olympic record)            | Recorde da América    | Recorde da América (Americas)         | q                          | Classificado por melhor tempo (Qualified) |   |                                      |
| Melhor marca do ano  | Melhor marca do ano (World leading)          | Recorde asiático      | Recorde asiático (Asian)              | DNS                        | Não largou (Did not start)                |   |                                      |
| Recorde nacional     | Recorde nacional (National record)           | Recorde europeu       | Recorde europeu (European)            | DNF                        | Não terminou (Did not finish)             |   |                                      |
| Recorde pessoal      | Recorde pessoal do atleta (Personal best)    | Recorde da Oceania    | Recorde da Oceania (Oceania)          | DSQ / DQ                   | Desclassificado (Disqualified)            |   |                                      |
| Recorde da temporada | Recorde da temporada do atleta (Season best) | Recorde sul-americano | Recorde sul-americano (South America) | NM                         | Sem marca (No mark)                       |   |                                      |